# استیون هانت
استیون هانت (زادهٔ ۱ اوت ۱۹۸۱) بازیکن فوتبال اهل کشور ایرلند است.
وی برای تیم ملی ایرلند ۳۹ بازی انجام داده و ۱ گل به ثمر رسانده‌است. پست تخصصی این بازیکن نیز، هافبک است.هانت همان بازیکنی است که منجر به مصدوم شدن پیتر چک و روی اوردن وی به کلاه شد.